# Capela (Sergipe)
Capela é um município brasileiro do estado de Sergipe. Localiza-se no leste do estado.

## História
Quando, em princípios do século XVIII, o capitão Luís de Andrade Pacheco e sua mulher, Perpétua de Matos França, fixaram residência em terras situadas entre o rio Japaratuba e a localidade de Coité, já os tupinambás as haviam abandonado, tangidos pela proximidade do homem branco. O sentimento religioso do casal determinou a doação, por escritura lavrada no tabelionato de Santo Amaro das Brotas, da quantia de cem mil réis, destinada à construção de uma capela sob o orago de N. S.ª da Purificação, no sítio denominado Tabuleiro da Cruz, em 1735. Dois anos depois, estava a capela construída. A frequência de missas e de festejos promovidos pelo padre Luís de Andrade Pacheco, filho dos doadores, atraiu moradores circunvizinhos, que construíram novas casas e ranchos nas proximidades. Por volta de 1808, nas proximidades da capela de Nossa Senhora da Purificação, já viviam aproximadamente 4 mil pessoas.
O plantio do algodão, a cultura da cana e o açúcar fomentaram o comércio e expandiram a localidade. No princípio do século XX, o progresso do Município marchava mais vivo com a mecanização de sua indústria açucareira, datando de 1914 a primeira usina de açúcar cristal. Em 1915, o ramal ferroviário Murta-Capela ligou-o aos municípios servidos pela Viação Férrea Federal Leste Brasileiro, inclusive às capitais Aracaju e Salvador, o que, sem dúvida, lhe propiciou notável desenvolvimento.
A freguesia de Nossa Senhora da Purificação da Capela deve sua criação ao Alvará de 9 de fevereiro de 1813. Em virtude da Resolução do Conselho do Governo, aprovada pela Lei provincial de 19 de fevereiro de 1835, criou-se o Município, sob a denominação de N. S.ª da Purificação da Capela, com território desmembrado do Termo da Vila de Santo Amaro das Brotas. Em 28 de agosto de 1888 o município se torna cidade e passa a ser chamado apenas de Capela.
No início da década de 1950 chega a uma produção agrícola (canavieira principalmente) de mais de 80 milhões de cruzeiros. Até a década de 80 (Século XX), Capela possuía usinas de beneficiamento de cana-de-açúcar, chegando a ter três delas, declinando até chegar a nenhuma. A época das usinas proporcionou riqueza e fama a algumas famílias locais e sustento à população. Hoje a principal atividade do município é a criação de rebanhos de leite e corte.

### Formação administrativa
A Lei n.° 1.331, de 28 de agosto de 1888, concedeu à sede municipal foros de cidade. Até 1954, era composto de um só distrito, quando sofreu reformulação administrativa, pela Lei n.° 554, de 6 de fevereiro, passando a 4: Capela (sede), Barracas, Miranda e Pedras. Atualmente conserva tal composição.

## Datas marcantes[5]
- 1824 - A capelinha que deu origem ao município foi destruída
- 1882 - Hospital de Caridade São Pedro de Alcântara
- 1888 - Elevação de Capela à cidade
- 1901 - Construção da igreja de Senhor dos Aflitos
- 1914 - Fundação da primeira usina de açúcar
- 1918 - Fundação do Rio Branco Esporte Clube
- 1918 - Fundação do Grupo Escolar Coelho e Campos (Primeira escola pública em Capela)
- 1921 - Criação da Sociedade Cultural Casa do Livro
- 1929 - Fundação do Colégio Imaculada Conceição
- 1935 - Inauguração da “Águia” como marco do município
- 1939 - Criação da Festa do Mastro
- 1968 - Capela foi sede do Governo do Estado durante três dias

## Geografia
Localiza-se a uma latitude 10º30'12" sul e a uma longitude 37º03'10" oeste, estando a uma altitude de 162 metros. Sua população estimada em 2004 era de 27 243 habitantes.
Possui uma área de 442,460 km² segundo o IBGE (Instituto Brasileiro de Geografia e Estatística).

## Turismo
Atualmente, Capela é famosa pela sua Festa de São Pedro, onde centenas de foliões buscam nas matas próximas à cidade e erguem numa das praças um "mastro", árvore escolhida para levar em seus galhos superiores prêmios que serão posteriormente disputados em meio a uma "guerra" de rojões. Estes prêmios são ofertados pelo comércio local, sendo captados no evento conhecido como "Sarandaia", que ocorre no 1º dia do mês de junho, quando um habitante local, travestido de "baiana", passa de porta em porta acompanhado por banda de pífanos e foliões.
Ao cair da noite, uma imensa fogueira é acessa aos pés do mastro e, enquanto este queima, é travada uma "guerra de espadas", "busca-pés" e "limalhas", todos derivações de rojões. Assim que o mastro cai os "combatentes" se lançam sobre ele à cata dos tais prêmios.
Outra diversão para os moradores da cidade é a "bica", nascedouro de águas límpidas e gélidas, localizada numa belíssima área de mata protegida.

## Lampião em Capela
Assim como outras cidades da região, Capela foi visitada por Lampião na época do cangaço.
Lampião esteve em Capela por duas vezes. Na primeira, em 24 de outubro de 1929, mandou chamar o prefeito Antão Correia de Andrade para que entrasse na cidade com ele. Virgulino passou no telégrafo e depois foi ao Cine-Teatro Capela. Filme mudo e orquestra tocando. Depois que Lampião entrou, as luzes se acenderam e o povo começou a querer sair. “Daqui ninguém sai e quem correr vê o gosto da bala atrás”, teria dito Lampião. O juiz correu, conseguiu pular o muro e se escondeu num convento.
O filme era Anjos das Ruas, de Janet Gaynor. Lampião mandou que a luz fosse apagada e que o filme continuasse. Disse ao jornalista Zózimo Lima que nenhuma notícia dele era para ser dada. Lampião não gostou do filme e saiu. Ele teria pedido ao prefeito 20 mil contos de réis, mas Antão só tinha 5 e ele aceitou.
Em seguida, Lampião e o bando foram a uma pensão e lá almoçaram. A turma foi para a Estação de Trem à espera de soldados que vinham da Bahia. Mas nada de soldados. Depois de receber o dinheiro, de fazer algumas compras e pagar e de ganhar um livro sobre a vida de Jesus, Lampião reuniu o bando e foi embora.
Em outubro de 1931, Lampião e o bando voltam a Capela. Fazem alguns reféns nas fazendas e manda o irmão do vigário informar que entraria de novo na cidade. O recado foi dado, mas desta vez um grande grupo de moradores (inclusive mulheres) se organizou, armou-se e ficou escondido nas torres da igreja. Lampião achou demorado o recado, entra na cidade e é recebido com chumbo.
Fazendo referência aos tiros que vinham das torres da igreja de Nossa Senhora da Purificação, Lampião teria dito: “Vamos embora que nesta cidade até os santos atiram”. Virgulino ficou nos arredores da cidade e teria praticado uma série de crimes. O Jornal da Tarde, de São Paulo, em 30 de julho de 1973, conta as histórias de Lampião em Capela.